# Chiesa di San Bernardo (Stella)
La chiesa di San Bernardo è un luogo di culto cattolico situato nella frazione di San Bernardo nel comune di Stella, in provincia di Savona. La chiesa è sede della parrocchia omonima facente parte del vicariato di Albisola e Varazze della diocesi di Savona-Noli.
L'attuale edificio si presenta diviso in tre navate ed è il frutto di numerosi interventi che si sono susseguiti dal Cinquecento in poi.
Sul territorio della parrocchia sorgono i seguenti edifici religiosi: l'oratorio di San Francesco, dietro la parrocchiale, la cappella dell'Immacolata in località Contrada e la cappella della Sacra Famiglia in località Ritani.

## Storia

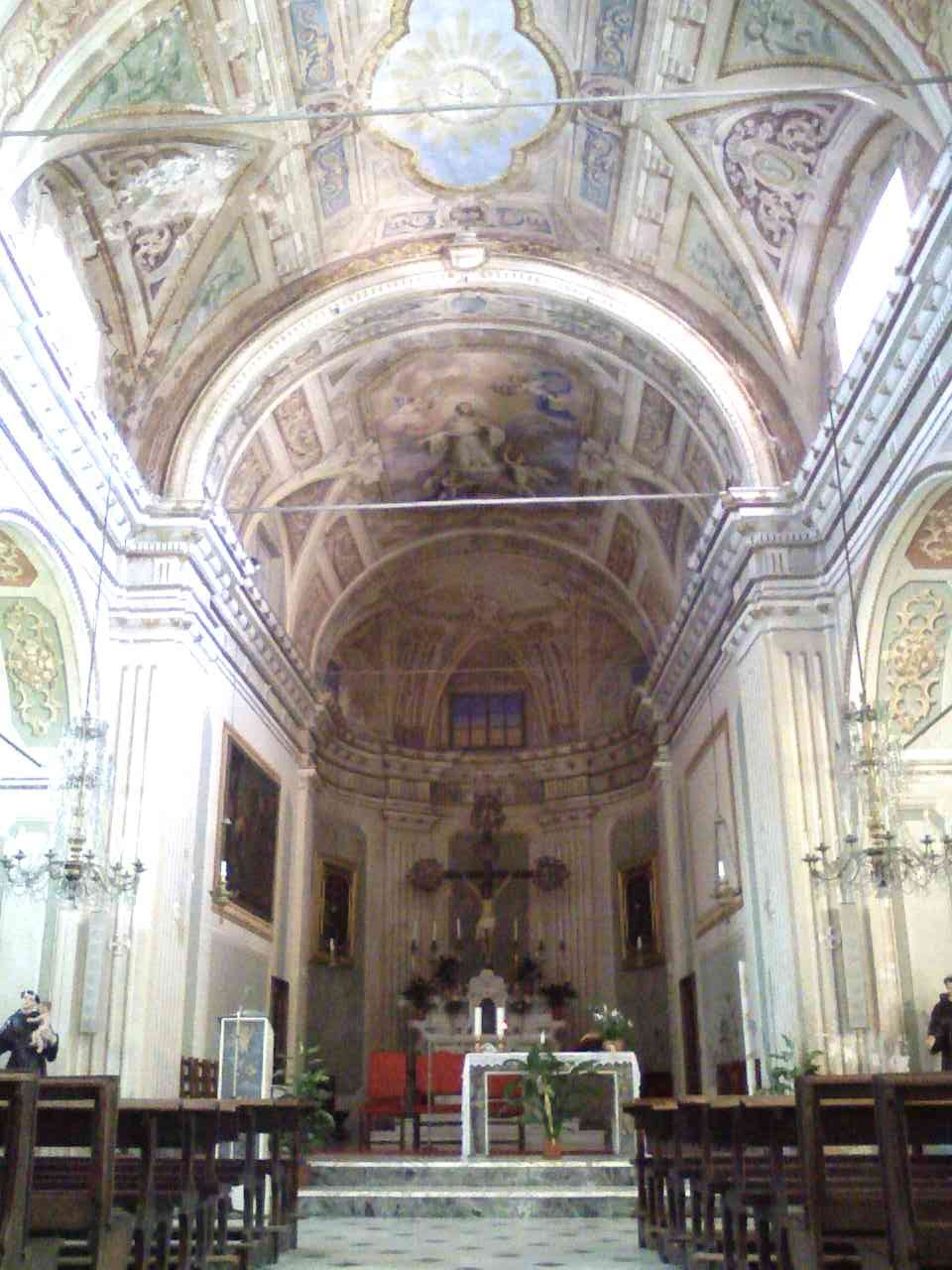
Il presbiterio

Un tempo il territorio del comune di Stella era raggruppato sotto l'unica parrocchia di San Martino. Nel 1567 l'allora vescovo di Savona Giovanni Ambrogio Fieschi, dato il crescente numero di parrocchiani, decise di accondiscendere alle richieste della popolazione e smembrare Stella in quattro parrocchie: San Martino (che era la chiesa madre), San Bernardo in località Corona, Santa Caterina in località Gameragna e l'anno seguente (1568) anche San Giovanni in località Piazza. Da questa suddivisione nacquero poi le denominazioni delle rispettive frazioni. Per Santa Giustina bisognerà aspettare sino alla metà del XIX secolo.
L'elenco delle chiese della città e diocesi di Savona del 1º febbraio 1530 rivela che la chiesa di San Bernardo era già esistente e possedeva un cimitero proprio pur essendo succursale di San Martino.
La chiesa fu eretta a parrocchia autonoma nel 1567. Da una descrizione della fine del XVI secolo si apprende che la chiesa aveva pavimento in terra battuta, soffitto in travi di legno e un unico altare costruito in pietra e calce sormontato da un baldacchino. Il tabernacolo era in legno dorato e sul muro dietro l'altare spiccava una pittura. Il fonte battesimale si trovava su un lato, protetto da un coperchio di legno. Antistante la chiesa c'era il cimitero circondato da un muro. La canonica fu realizzata insieme ad una prima sacrestia a partire dal 1574 e nel 1593 fu costruita la nuova chiesa (in parte sulle strutture della precedente) corrispondente all'attuale navata centrale. Le navate laterali furono aggiunte in un secondo tempo.

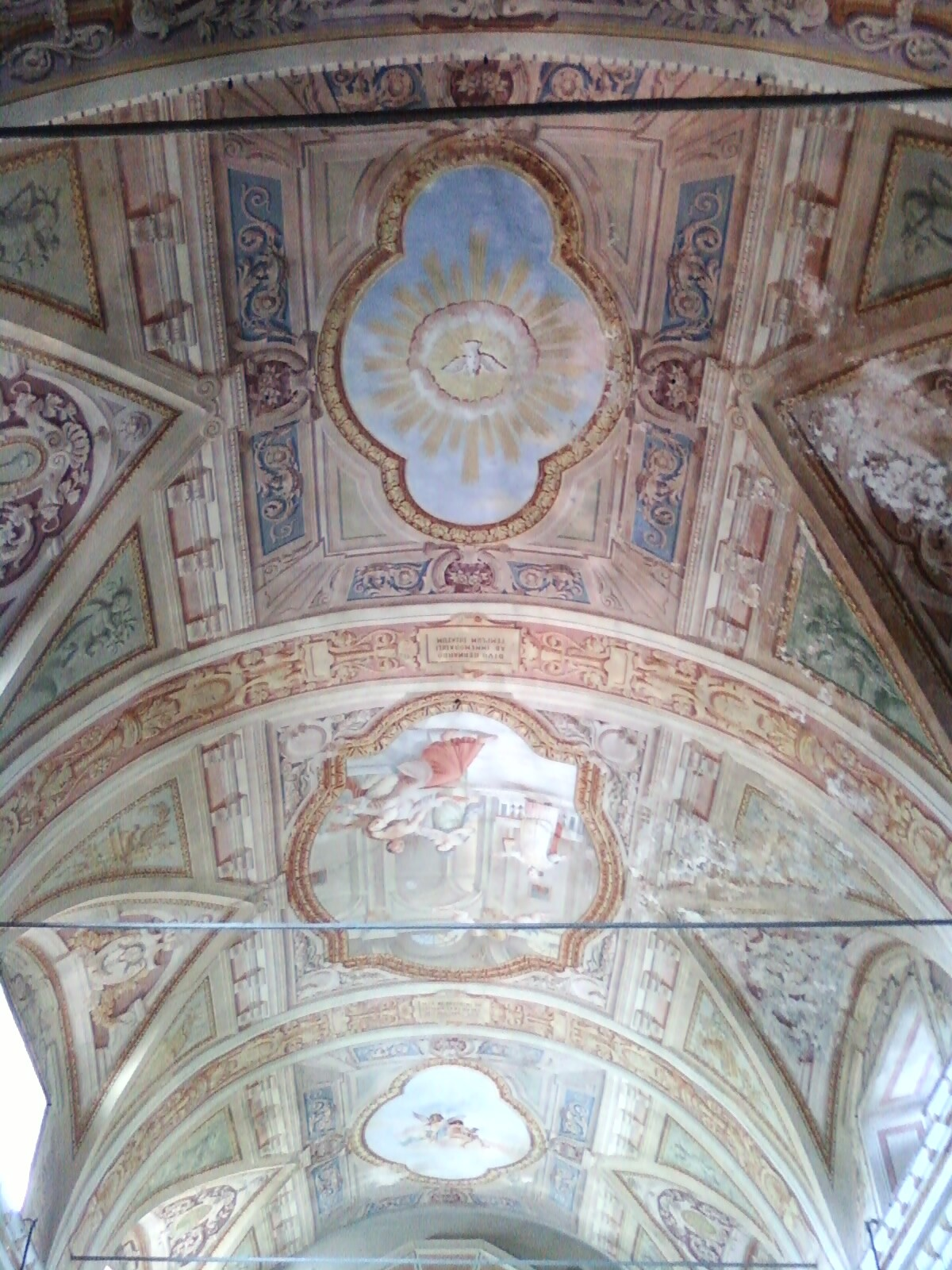
Dipinti sulla volta centrale (1919)

La chiesa fu oggetto di profondi restauri tra il 1965 e il 1980. Il pavimento fu completamente rifatto con la realizzazione di una camera d'aria per cercare di contrastare la fortissima umidità proveniente dal terreno. L'orchestra, che minacciava rovina, fu demolita e l'organo fu posto nel vano ricavato sopra il porticato della nuova facciata. I muri al di sotto dei cornicioni furono completamente scrostati e rintonacati. Il presbiterio fu radicalmente modificato, eliminando la balaustra e sostituendo l'altare maggiore. Negli stessi anni il coro ligneo in noce datato 1785 andò irrimediabilmente perduto. Ne sopravvivono alcune porzioni nelle porte del presbiterio, un leggio e un inginocchiatoio.
Nel 2008 l'esterno della chiesa è stato completamente ristrutturato e dipinto.

## Descrizione
La chiesa si presenta oggi divisa in tre navate riccamente dipinte e affrescate. La facciata in stile neoromanico risale al 1933.
All'interno si possono ammirare un crocefisso processionale della metà dell'Ottocento con statua dei primi del Novecento posto dietro l'altare maggiore, una statua lignea di San Bernardo del 1770 di scuola genovese ed un'altra raffigurante la Madonna del Rosario risalente al 1798, opera del savonese Filippo Martinengo detto Il Pastelica. Altre due statue di minor pregio rappresentano San Nicola da Tolentino (1881) e Sant'Antonio da Padova (1863); furono realizzate a Savona da Gio Batta Rebagliati in sostituzione di due più antiche.
I quadri dei 15 misteri del Rosario sono opera di Paolo Gerolamo Brusco del 1799, mentre quelli della Via Crucis (di cui è incerto l'autore) dovrebbero risalire al 1772. Furono sostituite in seguito tre stazioni tra cui la VII, opera probabilmente di Michele Brilla.
Gli affreschi della volta furono compiuti a più riprese nel corso del XIX secolo e XX secolo. I primi vennero realizzati nel 1823 solo nella volta del presbiterio. Sono oggi invisibili perché ricoperti dalle pitture successive, anche se in alcune zone si intravedono i segni di precedenti stucchi poi asportati. La chiesa venne infatti completamente ridipinta nel 1857 da Antonio Novaro e da Assunta Murialdo (o forse Veronica Murialdo) la quale realizzò solo il medaglione di San Bernardo nella volta sopra l'altare maggiore, come appare ancora oggi. Di questi dipinti rimangono solo le volte delle navate laterali, poiché la navata centrale fu decorata nuovamente nel 1919 (eccetto il medaglione di San Bernardo) e le pareti di tutta la chiesa furono rifatte nel 1980.
L'altare maggiore, proveniente dal vicino oratorio di San Francesco d'Assisi, risale alla prima metà del XVIII secolo. L'organo, costruito dalla fabbrica Angelo Dessiglioli di Savona, risale al 1892.